# Vojaški ordinariat Venezuele
Vojaški ordinariat Venezuele (špansko Ordinariato Militar de Venezuela) je rimskokatoliški vojaški ordinariat, ki je vrhovna cerkveno-verska organizacija in skrbi za pripadnike oboroženih sil Venezuele.
Sedež ordinariata je v Caracasu.

## Škofje
- Marcial Augusto Ramírez Ponce (11. februar 1996 - 19. december 2000)
- José Hernán Sánchez Porras (19. december 2000 - danes)